# برق‌زایی زیستی

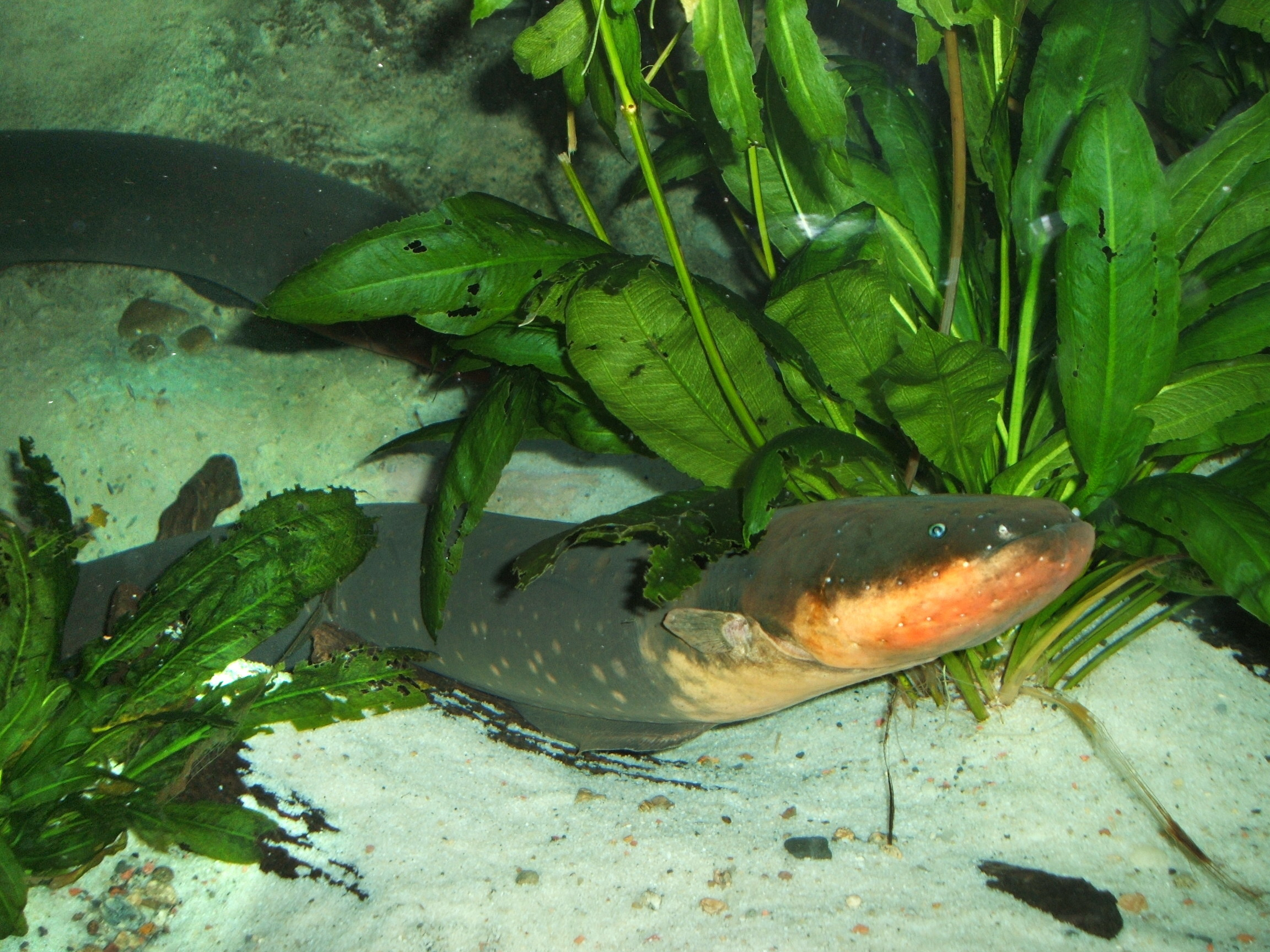
مارماهی برقی هم برای شکار و هم برای دفاع از شوک الکتریکی استفاده می‌کند.

تولید برق توسط موجودات زنده را برق‌زایی زیستی یا بیوالکتروژنز (انگلیسی: Bioelectrogenesis) می‌گویند.
برق‌زایی زیستی پدیده‌ای است متعلق به علم الکتروفیزیولوژی. در یاخته‌های زیستی، کانال یونی ورای غشایی فعال از نظر الکتروشیمیایی و پروتئین‌های حمل‌کننده، مانند پمپ سدیم/پتاسیم، با حفظ عدم تعادل ولتاژ ناشی از اختلاف پتانسیل الکتریکی بین فضای داخل سلولی و خارج سلولی، تولید برق را ممکن می‌سازند. 
پمپ سدیم/پتاسیم به‌طور همزمان سه یون Na رها می‌کند و دو یون K را به فضای داخل سلولی واریز می‌کند. این یک گرادیان بالقوه الکتریکی از جداسازی بار نایک‌دست ایجاد می‌کند. این فرایند انرژی متابولیکی را به شکل آدنوزین تری‌فسفات مصرف می‌کند. 